# Ranunculus pannonicus
Ranunculus pannonicus — вид квіткових рослин з родини жовтецевих (Ranunculaceae).

## Поширення
Росте в Україні, Австрії, Чехії, Словаччині.